# Indice de maîtrise de l'anglais EF EPI
 (mars 2024).
L'indice de maîtrise de l'anglais EF EPI (Education First English Proficiency Index) est un classement des pays selon le niveau de la population en langue anglaise parmi les adultes qui ont passé le test EFSET (EF Standard English Test), un produit proposé par EF Education First, société évoluant dans le domaine de l'éducation internationale et qui tire des conclusions des données collectées par le biais de tests d'anglais disponibles gratuitement sur Internet,. L'indice EF EPI est publié pour la première fois en 2011 et se base alors sur les données de 1,7 million de personnes ayant passé le test. L'édition la plus récente de cet indice est publiée en novembre 2021,.

Carte du monde représentant les différents niveaux de maîtrise de l'anglais dans le monde en 2021
Compétence très élevée
Compétence élevée
Compétence modérée
Faible compétence
Très faible compétence
Non inclus dans le rapport

## Méthodologie
L'édition 2021 de l'EF EPI a été calculée à partir des données des tests effectués par 2 millions de candidats en 2020. Les candidats ont été auto-sélectionnés. 112 pays et territoires figurent dans cette édition de l'indice. Pour être inclus, un pays devait avoir au moins 400 participants au test.
Les pays au sein desquels l'anglais est une langue officielle parlée par la majorité de la population ne sont pas inclus dans la liste.

## Classement 2021
Les niveaux de compétence et le classement publié en 2021 permet de classer les pays selon leur niveau de maîtrise de l'anglais.
| Rang en 2021 | Pays                                            | Score | Indice de maîtrise     |
| ------------ | ----------------------------------------------- | ----- | ---------------------- |
| 1            | Drapeau des Pays-Bas                            | 663   | Compétence très élevée |
| 2            | Drapeau de l'Autriche                           | 641   | Compétence très élevée |
| 3            | Drapeau du Danemark                             | 636   | Compétence très élevée |
| 4            | Drapeau de Singapour                            | 635   | Compétence très élevée |
| 5            | Drapeau de la Norvège                           | 632   | Compétence très élevée |
| 6            | Drapeau de la Belgique                          | 629   | Compétence très élevée |
| 7            | Drapeau du Portugal                             | 625   | Compétence très élevée |
| 8            | Drapeau de la Suède                             | 623   | Compétence très élevée |
| 9            | Drapeau de la Finlande                          | 618   | Compétence très élevée |
| 10           | Drapeau de la Croatie                           | 617   | Compétence très élevée |
| 11           | Drapeau de l'Allemagne                          | 616   | Compétence très élevée |
| 12           | Drapeau d'Afrique du Sud                        | 606   | Compétence très élevée |
| 13           | Drapeau du Luxembourg                           | 604   | Compétence très élevée |
| 14           | Drapeau de la Serbie                            | 599   | Compétence élevée      |
| 15           | Drapeau de la Roumanie                          | 598   | Compétence élevée      |
| 16           | Drapeau de la Pologne                           | 597   | Compétence élevée      |
| 17           | Drapeau de la Hongrie                           | 593   | Compétence élevée      |
| 18           | Drapeau des Philippines                         | 592   | Compétence élevée      |
| 19           | Drapeau de la Grèce                             | 591   | Compétence élevée      |
| 20           | Drapeau de la Slovaquie                         | 590   | Compétence élevée      |
| 21           | Drapeau du Kenya                                | 587   | Compétence élevée      |
| 22           | Drapeau de l'Estonie                            | 581   | Compétence élevée      |
| 23           | Drapeau de la Bulgarie                          | 580   | Compétence élevée      |
| 24           | Drapeau de la Lituanie                          | 579   | Compétence élevée      |
| 25           | Drapeau de la Suisse                            | 575   | Compétence élevée      |
| 26           | Drapeau de la Lettonie                          | 569   | Compétence élevée      |
| 27           | Drapeau de la Tchéquie                          | 563   | Compétence élevée      |
| 28           | Drapeau de la Malaisie                          | 562   | Compétence élevée      |
| 29           | Drapeau du Nigeria                              | 560   | Compétence élevée      |
| 30           | Drapeau de l'Argentine                          | 556   | Compétence élevée      |
| 31           | Drapeau de la France                            | 551   | Compétence élevée      |
| 32           | Drapeau de Hong Kong                            | 545   | Compétence modérée     |
| 33           | Drapeau de l'Espagne                            | 540   | Compétence modérée     |
| 34           | Drapeau du Liban                                | 536   | Compétence modérée     |
| 35           | Drapeau de l'Italie                             | 535   | Compétence modérée     |
| 36           | Drapeau de la Moldavie                          | 532   | Compétence modérée     |
| 37           | Drapeau de la Corée du Sud                      | 529   | Compétence modérée     |
| 38           | Drapeau de la Biélorussie                       | 528   | Compétence modérée     |
| 39           | Drapeau de l'Albanie                            | 527   | Compétence modérée     |
| 40           | Drapeau de l'Ukraine                            | 525   | Compétence modérée     |
| 41           | Drapeau de la Bolivie                           | 524   | Compétence modérée     |
| 42           | Drapeau du Ghana                                | 523   | Compétence modérée     |
| 43           | Drapeau de Cuba                                 | 521   | Compétence modérée     |
| 44           | Drapeau du Costa Rica                           | 520   | Compétence modérée     |
| 44           | Drapeau de la République dominicaine            | 520   | Compétence modérée     |
| 44           | Drapeau du Paraguay                             | 520   | Compétence modérée     |
| 47           | Drapeau du Chili                                | 516   | Compétence modérée     |
| 48           | Drapeau de l'Inde                               | 515   | Compétence modérée     |
| 49           | Drapeau de la République populaire de Chine     | 513   | Compétence modérée     |
| 50           | Drapeau de la Géorgie                           | 512   | Compétence modérée     |
| 51           | Drapeau de la Russie                            | 511   | Compétence modérée     |
| 52           | Drapeau de la Tunisie                           | 510   | Compétence modérée     |
| 53           | Drapeau de l'Uruguay                            | 509   | Compétence modérée     |
| 54           | Drapeau du Salvador                             | 508   | Compétence modérée     |
| 55           | Drapeau du Honduras                             | 506   | Compétence modérée     |
| 56           | Drapeau du Pérou                                | 505   | Compétence modérée     |
| 57           | Drapeau de Macao                                | 504   | Compétence modérée     |
| 58           | Drapeau de l'Iran                               | 501   | Compétence modérée     |
| 59           | Drapeau de l'Arménie                            | 499   | Faible compétence      |
| 60           | Drapeau du Brésil                               | 497   | Faible compétence      |
| 61           | Drapeau du Guatemala                            | 493   | Faible compétence      |
| 62           | Drapeau du Népal                                | 492   | Faible compétence      |
| 63           | Drapeau de l'Éthiopie                           | 491   | Faible compétence      |
| 63           | Drapeau du Pakistan                             | 491   | Faible compétence      |
| 65           | Drapeau du Bangladesh                           | 490   | Faible compétence      |
| 66           | Drapeau de la République socialiste du Viêt Nam | 486   | Faible compétence      |
| 67           | Drapeau de la Tanzanie                          | 485   | Faible compétence      |
| 68           | Drapeau du Mozambique                           | 482   | Faible compétence      |
| 69           | Drapeau des Émirats arabes unis                 | 480   | Faible compétence      |
| 70           | Drapeau de la Turquie                           | 478   | Faible compétence      |
| 71           | Drapeau du Maroc                                | 477   | Faible compétence      |
| 72           | Drapeau de Bahreïn                              | 476   | Faible compétence      |
| 73           | Drapeau du Panama                               | 475   | Faible compétence      |
| 73           | Drapeau du Venezuela                            | 475   | Faible compétence      |
| 75           | Drapeau de l'Algérie                            | 474   | Faible compétence      |
| 76           | Drapeau du Nicaragua                            | 470   | Faible compétence      |
| 77           | Drapeau de Madagascar                           | 469   | Faible compétence      |
| 78           | Drapeau du Japon                                | 468   | Faible compétence      |
| 79           | Drapeau du Qatar                                | 467   | Faible compétence      |
| 80           | Drapeau de l'Indonésie                          | 466   | Faible compétence      |
| 81           | Drapeau de la Colombie                          | 465   | Faible compétence      |
| 82           | Drapeau du Sri Lanka                            | 464   | Faible compétence      |
| 83           | Drapeau de la Mongolie                          | 461   | Faible compétence      |
| 84           | Drapeau du Koweït                               | 458   | Faible compétence      |
| 85           | Drapeau de l'Égypte                             | 455   | Faible compétence      |
| 86           | Drapeau de l'Azerbaïdjan                        | 451   | Faible compétence      |
| 87           | Drapeau de l'Afghanistan                        | 448   | Très faible compétence |
| 88           | Drapeau de l'Ouzbékistan                        | 447   | Très faible compétence |
| 89           | Drapeau de la Syrie                             | 445   | Très faible compétence |
| 90           | Drapeau de l'Équateur                           | 440   | Très faible compétence |
| 90           | Drapeau de la Jordanie                          | 440   | Très faible compétence |
| 92           | Drapeau du Mexique                              | 436   | Très faible compétence |
| 93           | Drapeau de la Birmanie                          | 429   | Très faible compétence |
| 94           | Drapeau de l'Angola                             | 428   | Très faible compétence |
| 94           | Drapeau du Cameroun                             | 428   | Très faible compétence |
| 96           | Drapeau du Kazakhstan                           | 426   | Very Faible compétence |
| 97           | Drapeau du Cambodge                             | 423   | Très faible compétence |
| 98           | Drapeau du Soudan                               | 421   | Très faible compétence |
| 99           | Drapeau de la Côte d'Ivoire                     | 420   | Very Faible compétence |
| 100          | Drapeau de la Thaïlande                         | 419   | Très faible compétence |
| 101          | Drapeau du Kirghizistan                         | 418   | Très faible compétence |
| 102          | Drapeau d'Oman                                  | 417   | Très faible compétence |
| 103          | Drapeau du Tadjikistan                          | 405   | Très faible compétence |
| 104          | Drapeau de l'Arabie saoudite                    | 404   | Très faible compétence |
| 105          | Drapeau d'Haïti                                 | 403   | Très faible compétence |
| 106          | Drapeau de la Somalie                           | 401   | Très faible compétence |
| 107          | Drapeau de l'Irak                               | 399   | Très faible compétence |
| 108          | Drapeau de la Libye                             | 390   | Très faible compétence |
| 109          | Drapeau du Rwanda                               | 389   | Très faible compétence |
| 110          | Drapeau de la république démocratique du Congo  | 386   | Très faible compétence |
| 111          | Drapeau du Soudan du Sud                        | 363   | Très faible compétence |
| 112          | Drapeau du Yémen                                | 360   | Très faible compétence |